# Canton de La Côte Radieuse
Le canton de La Côte-Radieuse est une division administrative française, située dans le département des Pyrénées-Orientales et la région Languedoc-Roussillon.

## Composition
Le canton de La Côte-Radieuse groupe 4 communes :
| Nom                       | Code Insee | Intercommunalité                    | Superficie (km2) | Population (dernière pop. légale) | Densité (hab./km2) |
| ------------------------- | ---------- | ----------------------------------- | ---------------- | --------------------------------- | ------------------ |
| Saint-Cyprien (chef-lieu) | 66171      | CC Sud Roussillon                   | 15,80            | 10 015 (2014)                     | 634                |
| Alénya                    | 66002      | CC Sud Roussillon                   | 5,34             | 3 419 (2014)                      | 640                |
| Latour-Bas-Elne           | 66094      | CC Sud Roussillon                   | 3,31             | 2 372 (2014)                      | 717                |
| Saleilles                 | 66189      | CU Perpignan Méditerranée Métropole | 6,12             | 4 988 (2014)                      | 815                |

## Histoire
Le canton de la Côte-Radieuse a été créé en 1982 (décret n° 82-84 du 25 janvier 1982) lors de la division du canton de Perpignan-III dont il a récupéré l'ensemble du territoire situé hors de Perpignan, à savoir les communes d'Alénya, Cabestany, Canet-en-Roussillon-Saint-Nazaire (chef-lieu), Latour-Bas-Elne, Saint-Cyprien et Saleilles.
Il a perdu en 1985 (décret n° 85-149 du 31 janvier 1985) la commune de Cabestany rattachée au canton de Perpignan-III, puis en 1997 (décret du 21 février 1997) celles de Canet-en-Roussillon et Saint-Nazaire rattachées au nouveau canton de Canet-en-Roussillon.

## Représentation

### Conseillers généraux de 1982 à 2015
| Période                                  | Période      | Identité         | Étiquette | Qualité                                                          |
| ---------------------------------------- | ------------ | ---------------- | --------- | ---------------------------------------------------------------- |
| 1982                                     | 2001         | Monique Grinard  | RPR       | Expert comptable, Saint-Cyprien                                  |
| 2001                                     | 2009 (décès) | Jacques Bouille  | UMP       | Médecin, maire de Saint-Cyprien                                  |
| 16 juin 2009                             | 2015         | Mauricette Fabre | UMP       | Médecin anesthésiste-réanimateur Conseillère municipale d'Alénya |
| Les données manquantes sont à compléter. |              |                  |           |                                                                  |

### Historique des élections

#### Élection de 2008
Les élections cantonales de 2008 ont eu lieu les dimanches 9 et 16 mars 2008. 
Abstention : 27,22 % au premier tour, 38,58 % au second tour.
| Candidat         | Parti | %       | Voix |
| ---------------- | ----- | ------- | ---- |
| Jacques Bouille  | UMP   | 57,71 % | 5171 |
| Georges Brotones | PS    | 42,29 % | 3790 |

## Démographie
| 1982  | 1990   | 1999   | 2006   | 2011   | 2012   |
| ----- | ------ | ------ | ------ | ------ | ------ |
| 8 871 | 13 093 | 16 481 | 19 241 | 20 490 | 20 738 |